# Opiconsivia

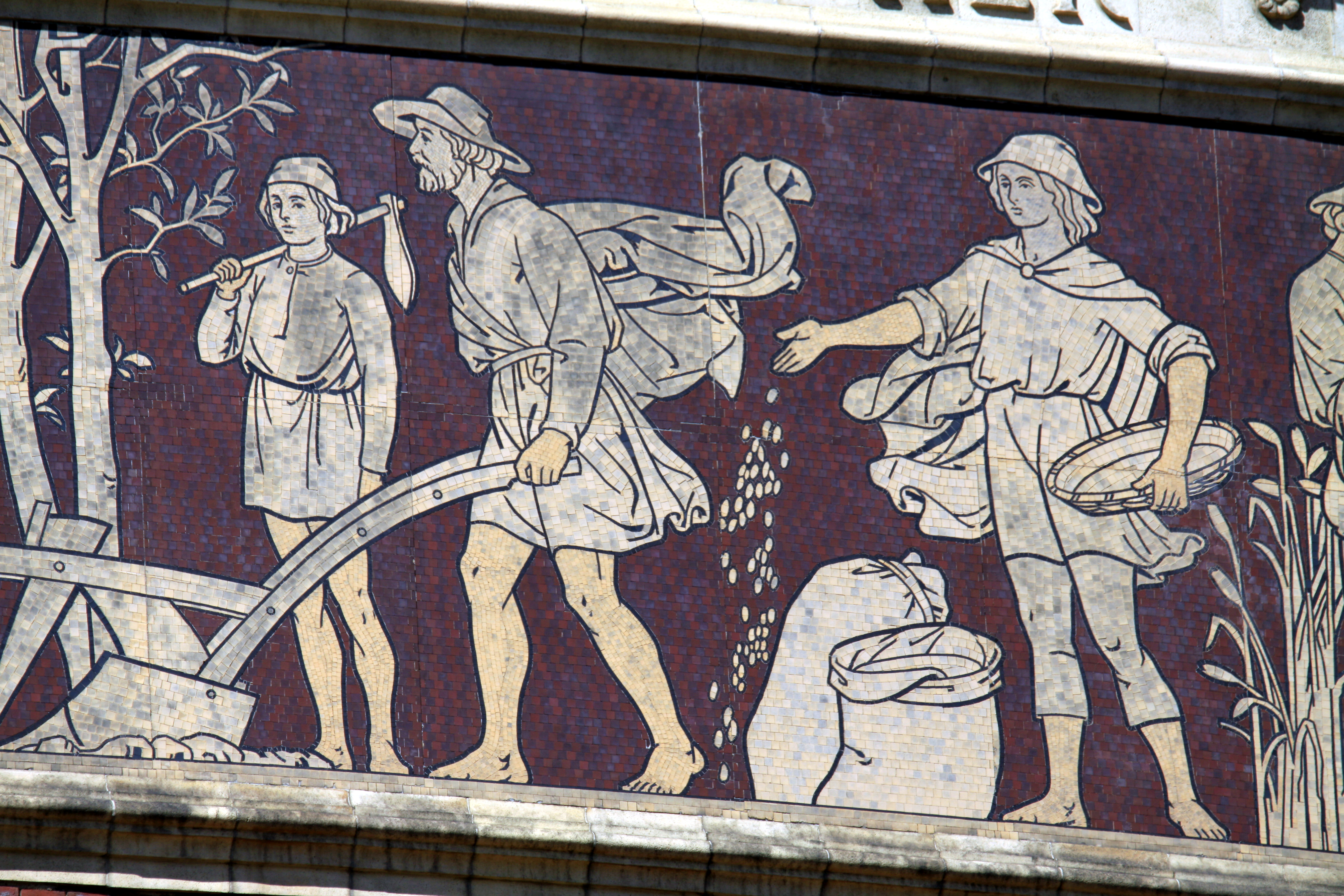
Friso en el Royal Albert Hall de Londres (2013) sobre la Fiesta de la Opiconsivia

La Opiconsivia (u Opeconsiva), era una fiesta romana celebrada cada 25 de agosto en honor de la diosa Ops, siendo Opiconsivia un epíteto de la propia diosa. También se daba este nombre al 19 de diciembre, día en el que se celebraba la Opalia (algunos mencionan el 10 de agosto y el 9 de diciembre), también en su honor. La palabra latina consivia (o consiva) deriva de conserere, ‘sembrar’. Por tanto, la palabra Opiconsivia puede ser interpretada con el significado ‘siembra de la cosecha’, dado que Ops significa en definitiva ‘cosecha’ en el sentido de ‘riqueza’, ‘bienes’. Esta palabra también está relacionada con Consus, el homólogo masculino de Ops como ‘sembrador’.
Tanto Ops como Consus eran consideradas deidades ctónicas (del Inframundo) que hacían crecer la vegetación. Al estar su morada dentro de la tierra, Ops era invocada por sus adoradores sentados, con las manos tocando el suelo, según relata Macrobio (Saturnalia i.10). Consus parece ser un apodo de Saturno en su aspecto ctónico, al ser éste también considerado marido de Ops, la Tierra Madre, la Gran Madre de los Dioses. En este último papel, Ops es un apodo de Rea, Cibeles, Deméter y demás diosas similares, personificando a la tierra como dadora de riqueza.
La fiesta de Consus, la Consualia, se celebraba dos veces al año: el 21 de agosto, tras la vendimia, y el 15 de diciembre, tras finalizar la siega de la cosecha. La Consualia fue establecida por Rómulo y conmemoraba la violación (y embarazo) de las mujeres sabinas por parte de los romanos. La fiesta estaba dirigida por el Flamen Quirinalis (el flamen o sacerdote de Quirino), ayudado por las Vestales. Se celebraba una carrera de carros en el Circo Máximo bajo la dirección de los pontífices. Caballos y mulas coronadas con flores también tomaban parte en la celebración. Consus terminó siendo identificado con Neptunus Equester, apodo y homólogo de Poseidon Hippios, dios que había estado relacionado con los caballos desde tiempos arcaicos.